# Batrachyla
Batrachyla é um gênero de anfíbios da família Batrachylidae.
As seguintes espécies são reconhecidas:
- Batrachyla antartandica Barrio, 1967
- Batrachyla fitzroya Basso, 1994
- Batrachyla leptopus Bell, 1843
- Batrachyla nibaldoi Formas, 1997
- Batrachyla taeniata (Girard, 1855)